# 스탠리의 도시락
스탠리의 도시락(Stanley's Tiffin Box)은 2011년 5월 13일에 개봉한 인도의 코미디 드라마 영화이다.

## 줄거리
식탐 대마왕 선생님과 스탠리가 도시락을 놓고 쟁탈전을 펼치는 이야기를 영화로 만든 이야기다.

## 등장 인물

### 주인공
- 파토 A. 굽테 - Stanley
- 아몰 굽테 - Babubhai Verma

### 그 외 인물
- 디브야 두타 - Rosy Miss
- 디브야 자그데일 - Mrs. Iyer